# Peter Tino
Peter Tino – tanzański piłkarz grający na pozycji napastnika. W swojej karierze grał w reprezentacji Tanzanii.

## Kariera klubowa
W swojej karierze piłkarskiej Tino grał w klubach African Sports, Pan African SC i Maji Maji Songea.

## Kariera reprezentacyjna
W reprezentacji Tanzanii Tino zadebiutował w 1977 roku. W tym samym roku powołano go do kadry na Puchar Narodów Afryki 1980. Na tym turnieju rozegrał trzy mecze grupowe: z Nigerią (1:3), z Egiptem (1:2) i z Wybrzeżem Kości Słoniowej (1:1). W kadrze narodowej grał do 1985 roku.